# مرد ساندویچی (فیلم ۱۹۸۳)
مرد ساندویچی (به چینی: 兒子的大玩偶) یک فیلم سینمایی محصول سال ۱۹۸۳ سینمای تایوان است. به کارگردانی هو شیائو-شین می‌باشد.
این فیلم با سه داستان جداگانه ، تایوان را در دوره جنگ سرد وقتی این کشور اقتصاد خود را با کمک ایالات متحده توسعه داد را به تصویر می‌کشد. این فیلم یک ویژگی بارز سینمای جدید تایوانی محسوب می شود. 